# San Fernando (Chiapas)
San Fernando è un comune messicano, nello stato del Chiapas. Conta 41 793 abitanti secondo le stime del censimento del 2020.

Dal 1983, in seguito alla divisione del Sistema de Planeación, è ubicata nella regione economica I: CENTRO.